# United States Courthouse
La United States Courthouse, también conocida como Thurgood Marshall U.S. Courthouse, es una corte judicial neoclásica que está situada en Foley Square, en el Civic Center de Manhattan (Nueva York). El edificio está situado en el nº40 de Centre Street. Está incluido en el Registro Nacional de Lugares Históricos como U.S. Courthouse. El Segundo Circuito de Cortes de Apelaciones de Estados Unidos y el United States District Court for the Southern District of New York, operan en el edificio. Está cruzando la calle desde el Centro Correccional Metropolitano de Nueva York.

## Arquitectura y diseño
El edificio está ubicado a pocas manzanas del Puente de Brooklyn. Consta de dos partes principales, la base y la torre. Incluyendo ambos, el edificio mide 179,83 metros de altura y tiene 37 pisos.
La base tiene siete pisos y se caracteriza por una fachada de pilastras y una columnata. Construida en torno a tres patios interiores, es almohadillada y de forma irregular, siguiendo el esquema de la zona. Una escalinata de granito está flanqueada por grandes pedestales, previo a la entrada principal de Foley Square. Cass Gilbert destinadó los pedestales a cargar con dos grupos escultóricos monumentales, que nunca fueron ejecutados. Diez columnas corintias de cuatro plantas forman el pórtico de la imposición que alberga la entrada, y el friso está tallado con un diseño floral detallado. Los extremos del entablamento están adornados con medallones, diseñados para parecerse a las monedas antiguas, en las que están talladas las cabezas de cuatro históricos legisladores: Platón, Aristóteles, Demóstenes, y Moisés. El granito de Minnesota, de color blanco y con manchas de melocotón y gris, se utilizó para terminar las elevaciones exteriores.
La torre, cuadrada, de 30 pisos, y de 590 pies de altura, está retirada de la base paralelamente a la fachada del edificio. Está retranqueada ligeramente en el piso 27, marcada por las urnas en las esquinas. El techo de la torre es piramidal, y está hecho de terracota, con pan de oro. En su parte superior tiene un pequeño farol, abierto, también de terracota esmaltado en oro.
La sala principal se extiende a lo largo y ancho del edificio a lo largo de su elevación principal. Es muy similar en diseño y ornamentación a la sala principal del Edificio de la Corte Suprema de Estados Unidos, que Gilbert diseñó al mismo tiempo. Las variaciones en los motivos decorativos empleados en la sala principal aparecen en el resto del interior. Con 29 pies de altura, tiene los suelos blancos, verdes y negros veteado de mármol. El mármol blanco que recubre sus paredes tiene vetas de oro y de color crema, proporcionando un contraste y sutil, pero atractivo de tonos cálidos y fríos. Elaboradas molduras, con meandros en clave griega, dividen el techo en secciones rectangulares. Los casetones están decorados con grandesrosetones de yeso, con láminas de pan de oro de 22 quilates, en la alternancia de los fondos de color carmesí y azul pavo real, con pequeños rosetones en las uniones de las arcas.
Ricamente ornamentadas en bronce son muchas de las puertas interiores, incluidas las de los ascensores. Este bronce detalla las características de una combinación inusual de imágenes metafóricas relacionadas con el derecho y el gobierno, incluyendo a los delfines, símbolos del nacimiento y los ideales democráticos. Entre otros motivos destacan saltamontes que parecen alimentarse de tallos de trigo, acompañados por la palabra griega Meta, que significa "transformar ", y que transmite la idea de que el cambio, es esencial para el crecimiento. También hay lechuzas, que representan la sabiduría; y bellotas y hojas de roble, que significan fuerza y resistencia.
El edificio consta de 35 salas de audiencia. Dieciséis son originales al juzgado: cinco en la base y las once de la torre, incluyendo la histórica Corte de Apelación de Estados Unidos. Las salas de audiencias tienen paredes revestidas de madera con arcos de medio punto, y colosales y estriadas pilastras jónicas; la moldura griega clave vista en la sala principal también decora los techos de las salas de la torre. El techo de la sala de audiencias del Tribunal de Apelaciones también representa símbolos náuticos.
Dentro de la torre, en el piso 25, una biblioteca de doble altura cuenta con grandes vigas en el techo, sostenidas por soportes pintados con diseños estarcidos foliados. La biblioteca de altas ventana y arcos ofrecen impresionantes vistas del horizonte de Manhattan.
El tribunal tiene tres vecinos especialmente llamativos. Flanqueándolo, hay dos estructuras de gran altura: el Municipal Building (McKim, Mead & White, 1914); y el Daniel Patrick Moynihan United States Courthouse (Kohn Pedersen Fox, 1994). Junto al U.S. Courthouse, y también enfrentado a Foley Square, se encuentra el New York County Courthouse (Guy Lowell, 1926).

## Historia
El arquitecto Cass Gilbert fue el encargado de diseñar un nuevo edificio de juzgados federales en Foley Square en 1931. La construcción comenzó en julio de 1932 y duró tres años y medio. Fue uno de los primeros rascacielos federales construidos. Tras la muerte de Gilbert, la construcción fue supervisada por su hijo Cass Gilbert Jr. hasta su finalización en 1936. El edificio fue originalmente conocido como Foley Square Courthouse.
Fue incluido en el Registro Nacional de Lugares Históricos (como U.S. Courthouse) el 2 de septiembre de 1987.
En 1992, tres grandes e históricas salas de audiencias fueron restaurados. El edificio fue reformado sustancialmente en 1999. En 2001, el Congreso de Estados Unidos aprobó una ley que permitió cambiar el nombre del edificio en honor a Thurgood Marshall, que había trabajado en la corte desde 1961 hasta 1965 como juez de la Corte de Apelaciones del Segundo Circuito, antes de ser ascendido a la Corte Suprema de los Estados Unidos. La legislación fue promulgada el 20 de agosto de 2001, y el edificio fue rededicado el 15 de abril de 2003.